# Pulot
Pulot is een bestuurslaag in het regentschap Aceh Besar van de provincie Atjeh, Indonesië. Pulot telt 507 inwoners (volkstelling 2010).